# Radenska/Saison 2013
Dieser Artikel listet Erfolge und Fahrer des Radsportteams Radenska in der Saison 2013 auf.

## Erfolge in der UCI Europe Tour
In den Rennen der Saison 2013 der UCI Europe Tour gelangen die nachstehenden Erfolge.
| Datum      | Rennen                                                 | Kat. | Fahrer        |
| ---------- | ------------------------------------------------------ | ---- | ------------- |
| 11. Mai    | 4. Etappe Giro della Regione Friuli Venezia Giulia     | 2.2  | Jan Polanc    |
| 8.–12. Mai | Gesamtwertung Giro della Regione Friuli Venezia Giulia | 2.2  | Jan Polanc    |
| 23. Juni   | Slowenische Meisterschaft – Straßenrennen              | CN   | Luka Pibernik |
| 23. Juni   | Slowenische Meisterschaft – Straßenrennen (U23)        | CN   | Luka Pibernik |
| 12. Juli   | 2. Etappe Czech Cycling Tour                           | 2.2  | Luka Pibernik |

## Zugänge – Abgänge
| Zugänge         | Team 2012 | Abgänge                   | Team 2013          |
| --------------- | --------- | ------------------------- | ------------------ |
| Jure Miškulin   | Neoprofi  | Klemen Štimulak           | Adria Mobil        |
| Martin Otoničar | Neoprofi  | Jan Tratnik               | Tirol Cycling Team |
| Uroš Repše      | Neoprofi  | Robert Jenko              | RSC Amplatz        |
| Jure Rupnik     | Neoprofi  | Blaž Bogataj              | Unbekannt          |
| Blaž Žakelj     | Neoprofi  | Doron Hekič               | Unbekannt          |
|                 |           | Jan Polanc (bis 31. Juli) | Lampre-Merida      |

## Mannschaft
| Name            | Geburtstag       | Nationalität |
| --------------- | ---------------- | ------------ |
| Jaka Bostner    | 5. November 1990 | Slowenien    |
| Tadej Hiti      | 3. Dezember 1993 | Slowenien    |
| Jure Miškulin   | 5. November 1994 | Slowenien    |
| Martin Otoničar | 8. Mai 1994      | Slowenien    |
| Marko Pavlič    | 9. Februar 1993  | Slowenien    |
| Luka Pibernik   | 23. Oktober 1993 | Slowenien    |
| Andrej Rajšp    | 26. Juli 1992    | Slowenien    |
| Uroš Repše      | 5. August 1993   | Slowenien    |
| Jure Rupnik     | 28. Oktober 1993 | Slowenien    |
| Blaž Žakelj     | 3. Oktober 1994  | Slowenien    |